# Mythimna scottii
Mythimna scottii es una polilla de la familia Noctuidae. Se ha registrado en Australia, Fiyi, Nueva Caledonia y Hawái. pero ha sido declarado como una especie dudosa que podría ser un sinónimo.